# Frederik Jäkel
Frederik Jäkel (Dommitzsch, 7 maart 2001) is een Duits voetballer die in het seizoen 2020/21 door RB Leipzig wordt uitgeleend aan KV Oostende. Jäkel is een verdediger.

## Carrière
Jäkel genoot zijn jeugdopleiding bij SC Hartenfels Torgau 04 en RB Leipzig. Bij laatstgenoemde club, waar hij destijds aansloot bij de U13, was hij in het seizoen 2019/20 onder trainer Alexander Blessin een vaste waarde in de UEFA Youth League. In juli 2019 mocht hij bij het eerste elftal van RB Leipzig invallen tijdens een oefenwedstrijd tegen Galatasaray SK.
In juli 2020 leende RB Leipzig hem voor twee seizoenen uit aan KV Oostende, waar zijn voormalige jeugdtrainer Alexander Blessin recent was aangesteld als hoofdtrainer. Zijn seizoensbegin viel vanwege een rugblessure in het water, maar op 15 december 2020 maakte hij zijn officiële debuut bij KV Oostende in de competitiewedstrijd tegen RSC Anderlecht. Op 30 juli 2021 scoorde hij zijn eerste doelpunt voor KV Oostende: in de 3-4-zege tegen KRC Genk scoorde hij in de 79e minuut het winnende doelpunt voor zijn club.

## Clubstatistieken
| Seizoen         | Club            | Land               | Competitie         | Competitie | Competitie | Beker | Beker | Supercup | Supercup | Europees | Europees | Totaal | Totaal |
| Seizoen         | Club            | Land               | Competitie         | Wed.       | Dlp.       | Wed.  | Dlp.  | Wed.     | Dlp.     | Wed.     | Dlp.     | Wed.   | Dlp.   |
| --------------- | --------------- | ------------------ | ------------------ | ---------- | ---------- | ----- | ----- | -------- | -------- | -------- | -------- | ------ | ------ |
| 2019/20         | RB Leipzig      | Vlag van Duitsland | Bundesliga         | 0          | 0          | 0     | 0     | —        | —        | 0        | 0        | 0      | 0      |
| 2020/21         | → KV Oostende   | Vlag van België    | Jupiler Pro League | 16         | 0          | 1     | 0     | —        | —        | —        | —        | 17     | 0      |
| 2021/22         | → KV Oostende   | Vlag van België    | Jupiler Pro League | 2          | 1          | 0     | 0     | —        | —        | —        | —        | 2      | 1      |
| Carrière totaal | Carrière totaal | Carrière totaal    | Carrière totaal    | 18         | 1          | 1     | 0     | 0        | 0        | 0        | 0        | 19     | 1      |

Bijgewerkt op 1 september 2021.

## Interlandcarrière
Jäkel was in het verleden Duits jeugdinternational.